# ماکسیمیلیان ویتک
ماکسیمیلیان ویتک (انگلیسی: Maximilian Wittek؛ زادهٔ ۲۱ اوت ۱۹۹۵) بازیکن فوتبال اهل آلمان است.
از باشگاه‌هایی که در آن بازی کرده‌است می‌توان به باشگاه فوتبال مونیخ ۱۸۶۰ اشاره کرد.
وی همچنین در تیم ملی فوتبال جوانان آلمان بازی کرده‌است.